# Слободан Панов
Слободан Панов (Александровац, 20. јул 1964 — Београд, 31. мај 2023) био је српски правник, доктор правних наука, редовни професор Правног факултета Универзитета у Београду и некадашњи члан Југословенске левице.

## Биографија
Рођен је 20. јула 1964. године у Александровцу. У Великој Плани је завршио основну и средњу школу, након које је служио војни рок. Дипломирао је на Правном факултету Универзитета у Београду у року 1987. године са просечном оценом 9,70, а током студија је био стипендиста Универзитета у Београду и Републичке фондације за стипендирање научног и уметничког подмлатка.
Завршио је магистарске студије на грађанскоправном смеру истог факултету 1994. године, одбранивши магистарску тезу „Потпуно усвојење - начин заштите детета без родитељског старања”. Докторат „Право на родитељство” је одбранио 1998. године.

## Политичка делатност
Панов је био један од оснивача Југословенске левице 1994. године, политичке странке чији је фактички лидер била Мира Марковић, супруга Слободана Милошевића. Према сећањима Марковићеве које је објавила у књизи Овако је било, Панов је тај који је предложио да се странка зове ЈУЛ.
На трибини у Дому културе „Бранко Радичевић” у селу Бешка, која је одржана 17. јануара 2017. године у организацији месног одбора Српске напредне странке, Панов је говорио заједно са пензионисаним пуковником Веселином Шљиванчанином. Трибину су прекинули чланови Иницијативе младих за људска права, услед чега је дошло до инцидента.